# Mars 3
Mars 3 là một tàu thăm dò không gian không người lái của Liên Xô thuộc chương trình Mars, kéo dài từ năm 1960 đến năm 1973. Mars 3 được phóng vào ngày 28 tháng 5 năm 1971, chín ngày sau khi tàu vũ trụ Mars 2 được phóng.
Mars 2 và Mars 3 đều là hai tàu vũ trụ không người lái được phóng bởi tên lửa Proton-K với tầng trên Blok D, mỗi tàu bao gồm một tàu quỹ đạo và một tàu đổ bộ kèm theo. Sau khi tàu đổ bộ Mars 2 va chạm trên bề mặt Sao Hỏa, tàu đổ bộ Mars 3 trở thành tàu vũ trụ đầu tiên soft landing trên Sao Hỏa vào ngày 2 tháng 12 năm 1971. Tàu đổ bộ đó chỉ gửi được một hình ảnh màu xám không có chi tiết. Tàu quỹ đạo Mars 2 và Mars 3 tiếp tục quay quanh Sao Hỏa và gửi hình ảnh về Trái Đất trong 8 tháng tiếp theo.

## Tàu quỹ đạo
Mục đích chính của tàu quỹ đạo 4M-V là nghiên cứu địa hình của bề mặt Sao Hỏa; phân tích thành phần của đất; đo các tính chất khác nhau của khí quyển; theo dõi "bức xạ Mặt Trời, gió Mặt Trời, từ trường liên hành tinh và từ trường Sao Hỏa". Ngoài ra, nó còn đóng vai trò là "relay liên lạc để gửi tín hiệu từ tàu đổ bộ về Trái Đất".
Tàu quỹ đạo Mars 3 đã gửi lại dữ liệu trong khoảng thời gian từ tháng 12 năm 1971 đến tháng 3 năm 1972, mặc dù việc gửi dữ liệu vẫn tiếp tục đến tháng 8. Mars 3 đã hoàn thành sứ mệnh của mình vào ngày 22 tháng 8 năm 1972, sau 20 vòng quỹ đạo quanh Sao Hỏa.
Tàu thăm dò Mars 3 kết hợp với Mars 2 đã gửi về tổng cộng 60 bức ảnh. Các hình ảnh và dữ liệu cho thấy những ngọn núi cao tới 22 km, nguyên tử hydro và oxy ở thượng tầng khí quyển, nhiệt độ bề mặt dao động từ −110 °C đến +13 °C, áp suất bề mặt từ 5,5 đến 6 mb, nồng độ hơi nước thấp hơn 5.000 lần so với trong bầu khí quyển của Trái Đất.